# Madruzzo
Madruzzo är en ort och kommun i provinsen Trento i regionen Trentino-Sydtyrolen i Italien. Kommunen hade 2 908 invånare (2018).
Kommunen Madruzzo bildades den 1 januari 2016 genom en sammanslagning av de tidigare kommunerna Calavino och Lasino.